# Гайглер-Крік (Аризона)
Гайглер-Крік (англ. Haigler Creek) — переписна місцевість (CDP) в США, в окрузі Гіла штату Аризона. Населення — 35 осіб (2020).

## Географія
Гайглер-Крік розташований за координатами 34°13′11″ пн. ш. 110°58′17″ зх. д. / 34.21972° пн. ш. 110.97139° зх. д. (34.219634, -110.971427).  За даними Бюро перепису населення США в 2010 році переписна місцевість мала площу 4,17 км², з яких 4,17 км² — суходіл та 0,00 км² — водойми.

## Демографія
Згідно з переписом 2010 року, у переписній місцевості мешкало 19 осіб у 14 домогосподарствах у складі 5 родин. Густота населення становила 5 осіб/км².  Було 46 помешкань (11/км²).
Расовий склад населення:
| - 100,0 % — білих |

До двох чи більше рас належало 0,0 %. Частка іспаномовних становила 0,0 % від усіх жителів.
За віковим діапазоном населення розподілялося таким чином: 0,0 % — особи молодші 18 років, 42,1 % — особи у віці 18—64 років, 57,9 % — особи у віці 65 років та старші. Медіана віку мешканця становила 69,5 року. На 100 осіб жіночої статі у переписній місцевості припадало 137,5 чоловіків;  на 100 жінок у віці від 18 років та старших — 137,5 чоловіків також старших 18 років.
Цивільне працевлаштоване населення становило 7 осіб. Основні галузі зайнятості: виробництво — 100,0 %.